# Турейка (Московская область)
Турейка — деревня в Наро-Фоминском районе Московской области входит в состав городского поселения Наро-Фоминск. Численность постоянного населения по Всероссийской переписи 2010 года — 65 человек, в деревне числятся 2 улицы и 10 садовых товариществ. До 2006 года Турейка входила в состав Ташировского сельского округа.
Турейка расположена в центре района, на левом берегу безымянного правого притока Нары, в 4 километрах к северо-западу от Наро-Фоминска, высота центра над уровнем моря 166 м. Ближайшие населённые пункты — Тёрновка в 1,2 километра к юго-востоку и Алексеевка в 1,5 км на юг.